# Вант (спутник)
Вант (англ. Vanth) — единственный известный спутник транснептунового объекта (90482) Орк. Его обнаружили Майкл Браун и Т. А. Суер, изучая изображения, полученные при помощи космического телескопа «Хаббл» 13 ноября 2005 года. Об открытии было объявлено 22 февраля 2007 года циркуляром МАС.

## Орбита
Орбита луны Орка является практически круговой (то есть её эксцентриситет почти равен нулю). Период обращения Ванта — около 10 суток. Браун подозревает, что как Плутон с Хароном, так и Орк с Вантом попарно приливно заблокированы, то есть всегда повёрнуты друг к другу одной стороной.

## Свойства

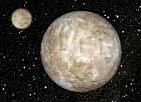
Орк и Вант в представлении художника

Вант был обнаружен на расстоянии 0,25 угловых секунд от Орка с разницей в магнитуде в 2,7 ± 1,0. Оценки, сделанные в 2009 году, позволили предположить Майклу Брауну, что видимая звёздная величина Ванта — примерно 21,97 ± 0,05, что на 2,54 ± 0,01 слабее Орка. Это позволяет предположить, что диаметр Ванта — около 280 км, что примерно в 3,2 раза меньше Орка. В отличие от Орка, Вант красноватый. Полагают, что его альбедо могло быть в два раза меньше, чем у Орка, при таком значении Вант может иметь диаметр 380 км, а Орк — около 860 км. Оценка массы Ванта также зависит от его альбедо и может составлять от 3 до 7,5 % от общей массы системы. Спутник не похож на другие образовавшиеся после столкновений спутники, так как его спектр отличается от Орка, и он скорее всего был захвачен им из пояса Койпера.

## Имя
После открытия Вант получил временное обозначение S/2005 (90482) 1. 23 марта 2009 года Браун попросил читателей предложить возможные названия для спутника. Вант — имя этрусской богини, выступавшей в качестве посредника между мирами живых и мёртвых аналогично греческому Харону. Имя Вант было единственным из многих предложенных вариантов, которое имело чисто этрусское происхождение. Это было самым популярным вариантом, впервые предложенным Соней Таафф. Это предложение было оценено Комитетом МАС по номенклатуре малых тел 30 марта 2010 года.